# Citroën C-Crosser
Citroën C-Crosser er Citroëns første bud på en SUV. Den er udviklet i samarbejde med Peugeot og Mitsubishi, og fås enten med forhjulstræk eller firehjulstræk. Modelprogrammet består af en benzinmotor og to dieselmotorer. Benzinmotoren er hentet fra Mitsubishi, mens de 2 dieselmotorer er Peugeot og Citroëns velkendte commonrail diesel HDi motorer med partikelfilter.
C-Crosser bliver sammen med Peugeot 4007 og Mitsubishi Outlander produceret i Okazaki, Aichi, Japan af Mitsubishi Motors, og er den første Japansk producerede Citroën.
Citroën C-Crosser sælges ikke i Danmark, til gængæld sælges søstermodellerne fra Peugeot og Mitsubishi. 

## Motorer
| Model    | Motor- kode | Cylindre / ventiler | Slagvolume cm3   | Effekt / omdr.  | Moment |
| -------- | ----------- | ------------------- | ---------------- | --------------- | ------ |
| Benzin   |             |                     |                  |                 |        |
| 2.4i 16V | 4B12        | 4 / 16              | 2,4 L (2359 cm³) | 125 kW (170 hk) | 226 Nm |
| Diesel   |             |                     |                  |                 |        |
| 2.0 HDi  | DW10 TED4   | 4 / 16              | 2 L (1997 cm³)   | 100 kW (136 hk) | 320 Nm |
| 2.2 HDi  | DW12 B      | 4 / 16              | 2,2 L (2178 cm³) | 115 kW (156 hk) | 380 Nm |

- Wikimedia Commons har flere filer relateret til Citroën C-Crosser